# Rhinotyphlops schinzi
Espèce
Synonymes
- Typhlops schinzi Boettger, 1887

Rhinotyphlops schinzi est une espèce de serpents de la famille des Typhlopidae. 

## Répartition
Cette espèce se rencontre en Namibie, dans l'ouest du Botswana et dans l'ouest de l'Afrique du Sud.

## Étymologie
Cette espèce est nommée en l'honneur d'Heinrich Rudolph Schinz.

## Publication originale
- Boettger, 1887 : Zweiter Beitrag zur Herpetologie Südwest- und Südafrikas. Bericht über die Senckenbergische Naturforschende Gesellschaft in Frankfurt am Main, vol. 1887, p. 135-173 (texte intégral).